# آگیوس آندرونیکوس (توپچوکوی)
آگیوس آندرونیکوس (به لاتین: Agios Andronikos) یک منطقهٔ مسکونی در قبرس شمالی است که در ناحیه اسکله واقع شده‌است. آگیوس آندرونیکوس ۳۱۰ نفر جمعیت دارد.